# Shani Dhanda
Shani Dhanda (Birmingham, 1988) es una activista británica por los derechos de las personas con discapacidad. Fue incluida en la lista de las 100 Mujeres de la BBC en 2020 y ha sido nombrada en varias ocasiones para el Shaw Trust Power 100, obteniendo el título de persona discapacitada más influyente del Reino Unido en 2023. Dhanda fundó la Asian Disability Network y ayudó a organizar el primer Festival de la Mujer Asiática en el Reino Unido.

## Biografía
La madre de Dhanda era inmigrante de segunda generación y su padre inmigrante de primera generación en el Reino Unido, ambos del Punjab (norte de la India). Nació en Birmingham (Reino Unido) y a los dos años le diagnosticaron una enfermedad de huesos frágiles (osteogénesis imperfecta) que le provocaba fracturas óseas frecuentes.De niña, Dhanda y su familia acudían a un gurdwara local. Hasta que cumplió 16 años, Dhanda se rompió las piernas 14 veces.
Dhanda trabajó durante tres años mientras estudiaba para licenciarse en gestión de eventos. Dhanda fue nombrada Future Face of Greater Birmingham en la sexta edición de los premios anuales Future Faces de la Cámara de Comercio en 2020, y recibió una plaza totalmente financiada en la Universidad de Aston para cursar un máster en negocios.

## Trayectoria
A los 16 años, Dhanda presentó su candidatura a más de 100 puestos y fue rechazada en todos. Afirma que se debió a su discapacidad.
Dhanda fundó una empresa de gestión de eventos y trabajó en actos para Tyson Fury, Floyd Mayweather y Anthony Joshua. También ha trabajado para Virgin Media como gestora de programas de discapacidad. Fundó la Red Asiática de Discapacidad y el primer Festival de la Mujer Asiática de Birmingham.
Dhanda también ha desarrollado y lanzado Diversability Card, una tarjeta de descuento para personas con discapacidad.
Por su trabajo, Dhanda fue reconocida como una de las personas discapacitadas más influyentes del Reino Unido por la lista anual The Shaw Trust Power List, y como una de las 100 mujeres inspiradoras e influyentes de todo el mundo de la BBC para 2020.
En 2020, Dhanda apareció en una entrevista, en la revista Vogue Británica, sobre el activismo y su papel dentro de ese movimiento.
En 2021, protagonizó la mayor campaña publicitaria de LinkedIn en el Reino Unido. El primer anuncio televisivo de Dhanda le valió el título de LinkedIn Changemaker.
En diciembre de 2021 y marzo de 2022, apareció como tertuliana invitada en el programa Loose Women de ITV.
En febrero de 2022, Dhanda dio una charla TED (conferencia) en Londres, en la que compartió cómo hacer que la inclusión sea responsabilidad de todos y habló de la diversidad y la equidad como una responsabilidad personal.

## Defensa de la discapacidad
Dhanda fue patrona de la fundación Leonard Cheshire a la discapacidad.
El 7 de marzo de 2022, con motivo del Día Internacional de la Mujer, Scope nombró a Dhanda embajadora de la organización benéfica.